# Borys Geskiet
Borys Siergiejewicz Geskiet, ros. Борис Сергеевич Гескет (ur. w 1890 r. w Warszawie, zm. 23 października 1944 r. w rejonie Čačaku) – rosyjski wojskowy (pułkownik), emigracyjny działacz kombatancki, dowódca 4 Pułku Rosyjskiego Korpusu Ochronnego podczas II wojny światowej.
Ukończył aleksandrowski korpus kadetów, zaś w 1911 r. michajłowską szkołę artyleryjską. Służył w stopniu podporucznika w lejbgwardii Pułku Izmaijłowskiego. Brał udział w I wojnie światowej. Pod koniec listopada 1916 r. jako sztabskapitana odznaczono go Orderem Św. Jerzego 4 klasy. Na pocz. 1918 r. wstąpił do wojsk Białych gen. Antona I. Denikina. Służył w lejbgwardii odtworzonego Pułku Izmajłowskiego, dochodząc do stopnia pułkownika. W marcu 1920 r. został ewakuowany do Królestwa SHS. W 1938 r. stanął na czele Pułkowego Stowarzyszenia Izmajłowskiego. Po ataku wojsk niemieckich na Jugosławię w kwietniu 1941 r., wstąpił do nowo formowanego Rosyjskiego Korpusu Ochronnego. W stopniu pułkownika objął dowództwo 4 Pułku Korpusu. Zginął 23 października 1944 r. podczas walk z komunistycznymi partyzantami w rejonie Čačaku.